# Bosansko Primorje
Bosansko Primorje (trad. Costa de Bosnia o Litoral de Bosnia) es una región costera histórica en la costa oriental del Adriático, que entre principios del siglo XIV y finales del siglo XVII se extendía desde el delta del río Neretva hasta la zona de las Kuriles de Petrovo Selo, cerca de la actual Dubrovnik, sobre Mokošica en Rijeka Dubrovačka. 
Bosansko Primorje, como región histórica que abarcaba toda la Parroquia de Primorje, ha ido cambiando con el tiempo en cuanto a alcance y extensión territorial. Se menciona en documentos históricos desde principios del siglo XIV hasta finales del siglo XIX. Desde entonces, se utiliza el término relacionado «Bosanskohercegovačko primorje».

## Descripción geográfica e historia
Esta área incluía todas las áreas costeras entre Herceg Novi y el delta del río Neretva. Esta región en el contexto de la existencia sociopolítica y territorial del país, en todas sus iteraciones a partir de Bosnia, Bosnia otomana y provincia imperial de Bosnia y Herzegovina, hasta los tiempos modernos (incluido el Banato, el Reino, la era otomana, el dominio austrohúngaro, la primera y la segunda Yugoslavia y Bosnia y Herzegovina) se reducirá gradualmente, a partir de finales del siglo XIV en adelante, y hoy comprende solo un estrecho tramo alrededor de la ciudad costera de Neum y su interior.

### Historia temprana
En el siglo VI, Pelješac quedó bajo el dominio bizantino. Con la llegada de los eslavos a la zona, desde el río Neretva hasta Rijeka Dubrovačka, y desde las montañas del norte de Herzegovina hasta la costa adriática, se establecieron nuevas entidades sociopolíticas: narentinos, Travunia y Zahumlia, gobernadas por la nobleza local recién surgida. Ston, Rat (hoy Pelješac) y Mljet estaban bajo el dominio de uno de estos principados, los kniaz de Zahumlia. Estos gobernantes locales reconocieron la supremacía de Bizancio. Tras Mihajlo Višević, quien reconoció la autoridad del zar Simeón de Bulgaria, Zahumlia fue gobernada por diferentes dinastías. Alrededor de 950, fue gobernada brevemente por el príncipe Časlav. A finales del siglo X, el zar Samuel de Bulgaria era el señor de Zahumlia, y el principado pertenecía al rey Jovan Vladimir. En 1168, el Principado de Zahumlia fue conquistado por el Gran Župan de Rascia, Esteban Nemanja. Treinta años después, Zahumlje fue invadida por Andrés, el rey de Hungría. En 1254, Bela IV de Hungría invadió Bosnia y Zahumlia. Para 1304, Zahumlia fue conquistada por Pablo I Šubić de Bribir y gobernada por Mladen II hasta la caída de la familia en 1322. Luego, durante un corto período entre 1322 y 1325, el área fue gobernada por un župan local, y desde 1325 por Esteban II Kotromanić. La República de Ragusa (Dubrovnik), la adquirió de los gobernantes bosnios en varias compras a lo largo de varias décadas, primero en 1333 y luego el 15 de enero de 1399. El rey Tvrtko II confirmó la compra de parte de Bosansko Primorje a Dubrovnik el 24 de junio de 1405.
El antiguo Ston se encontraba en las laderas de las colinas de Gorica y San Miguel, al sur del campo de Ston. Allí se encontraban varias iglesias cristianas primitivas, la mayor de las cuales era la de San Esteban. La iglesia del obispado de María Magdalena se mantuvo en pie hasta que fue bombardeada por los aliados en 1944. La única iglesia que aún se conserva es la de San Miguel, construida en medio del castrum de la Antigüedad tardía.
El casco antiguo original fue demolido por el terremoto de 1252. Con la llegada de la República, se construyó una nueva ciudad en el emplazamiento actual. Durante las renovaciones en la iglesia de San Miguel, en la cima de la colina, se encontraron fragmentos de yeso decorativo romano, lápidas romanas y cerámica antigua, lo que confirma esta suposición. Según algunas fuentes, Ston sufrió una devastadora guerra civil en 1250, y en estos conflictos la ciudad sufrió una gran destrucción.

### Bosansko Primorje en la época medieval

Los territorios de Stjepan Vukčić en la década de 1440.

Los tiempos turbulentos de principios del siglo XIV se extendieron por todo el territorio de Zahumlia. La usurpación de los hermanos Branivojević obligó a los habitantes de Dubrovnik a combatirlos en 1326 con la ayuda de Esteban II Kotromanić. Ese año, los habitantes de Dubrovnik se asentaron en Ston e inmediatamente comenzaron a invertir y reconstruir, estableciendo un nuevo Ston para defender Pelješac y proteger a los esclavos, de los cuales habían obtenido cuantiosos ingresos. Tras el conflicto entre el Ban de Bosnia y el rey serbio, los dubrovniks adquirieron Pelješac junto con Ston a ambos gobernantes en 1333.
A partir de la anexión de la medieval Zahumlje en 1321, que en adelante se llamaría Humska Zemlja (trad.  Tierra de Hum), los historiadores especialistas en la época medieval bosnia suelen describir la zona costera que se extiende desde la desembocadura del río Neretva hasta el Kurilo (Petrovo Selo), y la llaman Bosansko Primorje (trad.  Litoral bosnio o Costa bosnia). Esta zona estuvo desde el siglo X hasta principios del siglo XIV en manos de los knezs de Zahumlje. Cuando los habitantes de Ragusa adquirieron Ston y Stonski Rat en 1333, estas nuevas tierras no eran seguras para ellos, por lo que intentaron asegurarlas comprando el área desde Ston hasta Kuril al estado bosnio el 15 de enero de 1399. El rey Tvrtko II confirmó esta parte de la costa bosnia al pueblo de Ragusa el 24 de junio de 1405. Cuando los ragusanos tomaron posesión de la costa bosnia, la llamaron «Terrae Novae» y declararon que los pastos allí eran propiedad común de toda la población de la República y aplicaron su estatuto a ese territorio.

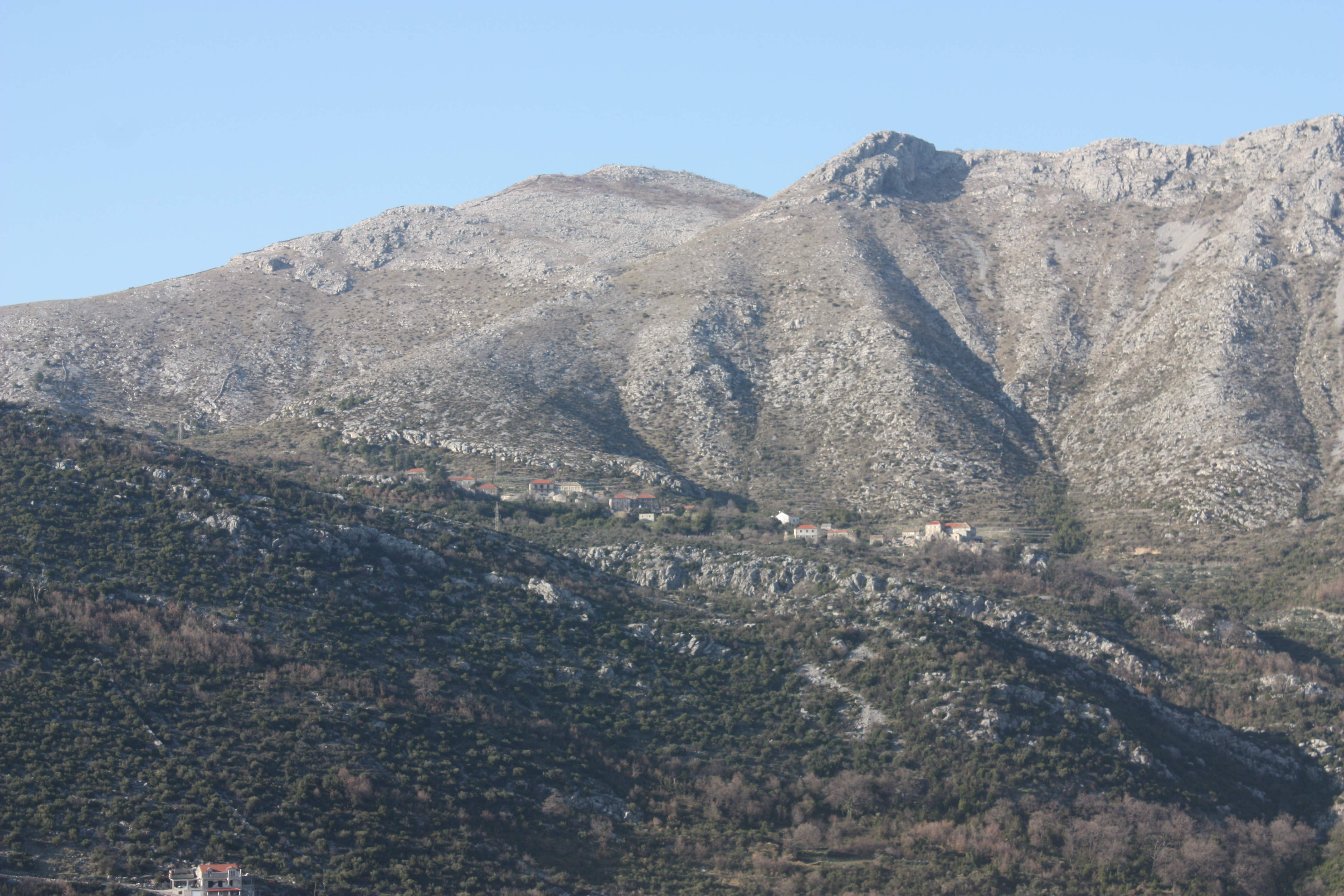
La zona de las Kuriles en Petrovo Selo, encima de Mokošica en Rijeka Dubrovačka, formaba parte de la costa de Bosnia en la época medieval.

### Era otomana

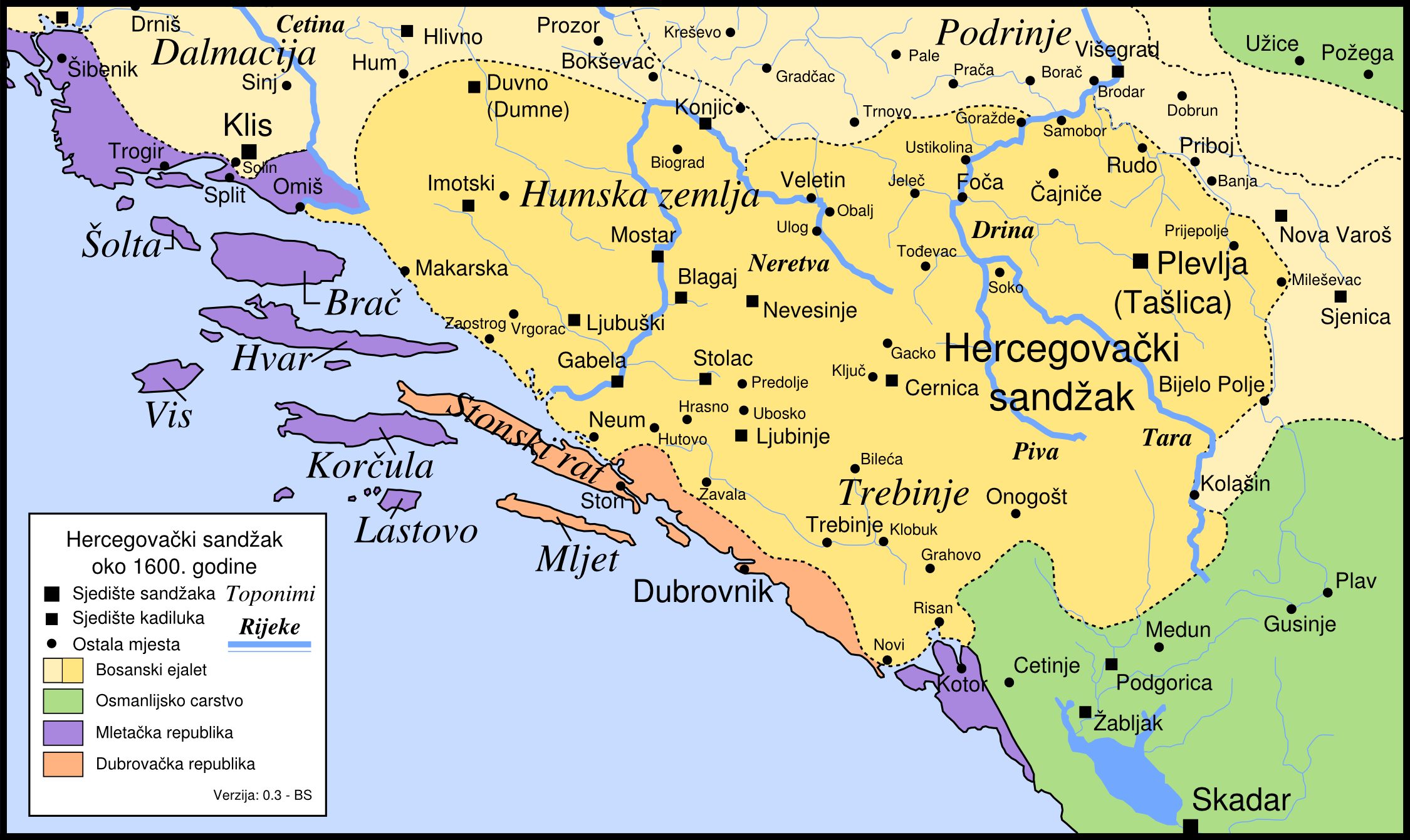
Sanjacado de Herzegovina alrededor del año 1600, con la histórica costa bosnia en rojo.

Tras la conquista otomana del Reino de Bosnia, renombrado como Herzegovina (trad. Tierra de Herzog), hasta la conclusión del Tratado de Karlowitz (1699), Bosansko Primorje incluía dos subregiones, la sudoriental entre Dubrovnik y Herceg Novi, y la noroccidental entre Dubrovnik y el fuerte de Brštanik en el delta del río Neretva cerca de Neum-Klek. La parte norte se extendía desde la desembocadura del río Cetina hasta la desembocadura del río Neretva, mientras que la parte sur incluía la franja costera desde la antigua parroquia de Dracevica hasta Risan, con Herceg-Novi como el lugar más importante. Entre esas dos partes de la costa se encuentra el territorio de la República de Dubrovnik. Durante la primera guerra de Morea (1684-1699), la mayor parte de la costa de Bosnia y Herzegovina fue conquistada por la República de Venecia. Según las disposiciones del Tratado de Karlowitz de 1699, dichas zonas se separaron oficialmente del Sanjacado de Herzegovina y se unieron a la Dalmacia veneciana. Posteriormente, la costa de Bosnia y Herzegovina quedó reducida a dos franjas muy estrechas: alrededor de Neum al norte y alrededor de Sutorina al sur.

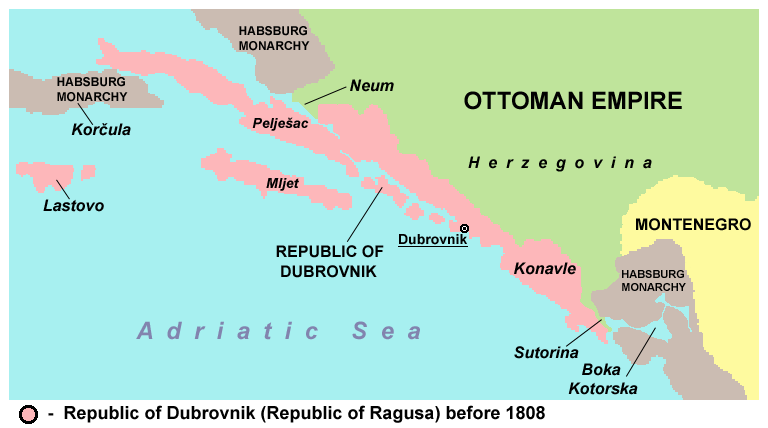
Bosansko Primorje en la época otomana.

Estas dos zonas no estaban unidas a la Dalmacia veneciana, gracias a la República de Ragusa, que no quería tener un contacto territorial directo con la República de Venecia, y por eso cedió Neum al Sanjak otomano-herzegovino.

## Consecuencias
Como últimos restos, Neum y Sutorina permanecieron bajo dominio otomano hasta 1878, cuando cayeron bajo la ocupación austrohúngara.
Tras el fin de la Segunda Guerra Mundial en la década de 1940, mediante un acuerdo secreto entre dos miembros destacados de las ramas del Partido Comunista de Bosnia y Herzegovina y Montenegro, Sutorina fue cedida a la recién creada unidad federal de Montenegro. Solo Neum permaneció permanentemente como parte de Bosnia y Herzegovina, como último tramo del litoral medieval de Bosansko primorije y, posteriormente, del litoral otomano de Bosnia y Herzegovina. El término actual es Bosanskohercegovačko primorje.

## Legado
Desde 1377 y el establecimiento de Bosnia como reino, Bosansko Primorje ha estado incluido en el título real bosnio, lo que era una práctica que consistía en utilizar un modelo de intitulación procedente de los bizantinos a través de los reyes serbios.

En la actualidad, se pueden encontrar restos de la costa de Bosnia en torno a la ciudad costera de Neum (Bosnia y Herzegovina) y su interior.

La memoria del antiguo litoral bosnio, y más tarde herzegovino, se ha conservado en el nombre oficial de Eparquía de Zahumlje y Herzegovina.